# Биржакова, Елена Эдуардовна
Еле́на Эдуа́рдовна Биржако́ва (род. 21 января 1920, Петроград — 23 января 2015, Санкт-Петербург) — советский и российский лингвист, специалист по исторической лексикографии. Кандидат филологических наук (1954), сотрудник Института лингвистических исследований РАН. Автор и редактор Словаря русского языка XVIII века.

## Биография
Е. Э. Биржакова родилась в Петрограде в 1920 году. После окончания средней школы в 1938 году была без экзаменов принята на филологический факультет ЛГУ, но обучение было прервано из-за войны.
В начале войны Елена Эдуардовна принимала участие в оборонных работах, прошла курсы медицинских сестёр Общества Красного креста и 23 марта 1942 года была призвана в Красную Армию. Служила в военном эвакогоспитале № 1171 в качестве медсестры в звании старшего сержанта. В 1944 году была награждена медалью "За оборону Ленинграда".
По возвращении университета из эвакуации Елена Эдуардовна была восстановлена в числе студентов филологического факультета, в 1946 году окончила его по специальности "русская филология". Дипломную работу на тему "Жития о князе Довмонте Псковском (лексический и синтаксический анализ)" писала под руководством А. П. Евгеньевой.
После окончания университета Е. Э. Биржакова поступила в аспирантуру по кафедре русского языка и в 1949 году подготовила кандидатскую диссертацию "Лексика и фразеология комедий И. А. Крылова" под руководством С. Г. Бархударова (защита состоялась в 1954 году). Принята на работу в Ленинградское отделение ИРЯ, а в 1950 году в связи с ликвидацией института была переведена в Ленинградское отделение ИЯ .
В институте в первые десятилетия работы Е. Э. Биржакова прошла хорошую лексикографическую подготовку. Выполнила предварительное редактирование 2-го тома "Словаря русского языка" под ред. А. П. Евгеньевой (издан в 1955 году). С 1957 года была членом редколлегии Словаря русского языка в 17 томах (начиная с 3-го тома). Была автором словарных статей этого словаря, вошедших в 6, 11 и 16 тома.
При создании в 1960 году Группы исторического словаря русского языка XVIII века под руководством Ю. С. Сорокина Елена Эдуардовна вошла в неё наряду с другими специалистами по истории русского литературного языка —  Л. Л. Кутиной, В. В. Замковой, Г. П. Князьковой. В 1972 году началась работа над словарём, в первом выпуске которого Е. Э. Биржакова редактировала статьи на букву Б. В дальнейшем была ответственным редактором большинства вышедших выпусков словаря — 2, 4—12, 16—18, 21 (последний выпуск вышел уже посмертно).

## Научные интересы
Интересы Е. Э. Биржаковой в сфере изучения истории русского языка касались многих аспектов: лексического и фразеологического состава языка, вопросов словообразования, проблемы языковых контактов, функциональной стилистики и др.
В рамках работы группы по подготовке Словаря русского языка XVIII века Елена Эдуардовна взяла на себя изучение словарей середины и второй половины столетия, а также переводов с французского того же периода. Из словарей XVIII века отдельные её работы посвящены "Русско-голландскому лексикону" Я. Брюса, "Вейсманнову Лексикону" 1731 года, Польско-русскому словарю К. Кондратовича, "Словарю Академии Российской" и др.

## Основные публикации
- Биржакова Е. Э. О роли переводных текстов в изучении иноязычной лексики XVIII века // Очерки по истории русского языка и литературы XVIII в. (Ломоносовские чтения) — Вып. 2—3. — Казань: КГУ, 1969. — С. 138—143.
- Биржакова Е. Э. (в соавторстве с Кутиной Л. Л., Войновой Л. А.). Очерки по исторической лексикологии русского языка XVIII века. Языковые контакты и заимствования. — Л.: Наука, 1972.
- Биржакова Е. Э. Щёголи и щегольской жаргон в русской комедии XVIII в. // Язык русских писателей XVIII в.. — Л.: Наука, 1981. — С. 96—129.
- Биржакова Е. Э. Русская лексикография XVIII века. — СПб.: Нестор-История, 2010.